# Khawzawl
Khawzawl là một thị trấn thống kê (census town) của quận Champhai thuộc bang Mizoram, Ấn Độ.

## Nhân khẩu
Theo điều tra dân số năm 2001 của Ấn Độ, Khawzawl có dân số 9286 người. Phái nam chiếm 51% tổng số dân và phái nữ chiếm 49%. Khawzawl có tỷ lệ 78% biết đọc biết viết, cao hơn tỷ lệ trung bình toàn quốc là 59,5%: tỷ lệ cho phái nam là 80%, và tỷ lệ cho phái nữ là 76%. Tại Khawzawl, 16% dân số nhỏ hơn 6 tuổi.